# FC Koljeti-1913 Poti
El FC Koljeti-1913 Poti (en georgiano: კოლხეთის-1913 ფოთი) es un club de fútbol de Poti, Georgia, que actualmente juega en la Liga 3. Juegan sus partidos como local en el Fazisi Stadium.

## Logros
- Campeón en la RSS Georgia: 2

1978, 1988
- Los mejores logros en la Copa de la Unión Soviética es quedar en la ronda 32 en: 1987/88, 1988/99 и 1989/90 years.[2]
- Umaglesi Liga:[3]
  - 2.º lugar en 1993/94, 1996/97.
  - 3.er lugar en 1994/95, 1995/96, 1997/98.

## Participación en competiciones de la UEFA
| Temporada | Torneo             | Ronda              | Club              | Casa | Visita | Global    |
| --------- | ------------------ | ------------------ | ----------------- | ---- | ------ | --------- |
| 1996      | UEFA Intertoto Cup | Fase de grupos     | Zemun             | 2–3  | -      | 5.º lugar |
| 1996      | UEFA Intertoto Cup | Fase de grupos     | FF Jaro           | -    | 0–2    |           |
| 1996      | UEFA Intertoto Cup | Fase de grupos     | Guingamp          | 1–3  | -      |           |
| 1996      | UEFA Intertoto Cup | Fase de grupos     | Dinamo București  | -    | 0–2    |           |
| 1997–98   | UEFA Cup           | 1.ª Clasificatoria | Dinamo Minsk      | 2–1  | 0–1    | 2–2 (a)   |
| 1998–99   | UEFA Cup           | 1.ª Clasificatoria | Red Star Belgrade | 0–4  | 0–7    | 0–11      |
| 1999      | UEFA Intertoto Cup | 1                  | Cementarnica 55   | 0–4  | 2–4    | 2–8       |